# Kelly McCreary
Kelly Judith McCreary (Milwaukee, Wisconsin, 29 de septiembre de 1981) es una actriz estadounidense, más conocida por interpretar a la Dra. Maggie Pierce, medio hermana de Meredith Grey, protagonista de la serie Anatomía de Grey.

## Primeros años
Nació en Milwaukee, Wisconsin. Se graduó en Barnard Universidad en la ciudad de Nueva York en 2003. Empezó a actuar en la universidad, apareciendo en numerosos anuncios y obras de teatro, antes de hacer su debut televisivo para PBS en la serie Cyberchase.

## Carrera
En 2008 hizo su debut profesional en el musical de Broadway Passing Stranger. En 2010 obtuvo un papel protagónico en Perfect Harmony, una comedia musical sobre la búsqueda de la verdad, el amor, y la gloria de un campeonato de a capela en la secundaria, la cual actuó fuera de Broadway en la ciudad de Nueva York. Durante su carrera temprana, también tuvo un papel recurrente en una serie de USA Network, White Collar. Debutó en el cine con un pequeño papel en la película de drama en 2011 Being Flynn, protagonizada por Robert De Niro y Julianne Moore. En 2012, fue elegida en su primer papel importante de su carrera, en la serie médica comedia-drama de The CW, Emily Owens, interpretando el papel de Tyra Dupre, una interna quirúrgica de primer año que es lesbiana. Sin embargo, la serie fue cancelada después de una temporada.
En 2014, después de ser estrella invitada en Scandal (un drama político producido por Shonda Rhimes) McCreary fue lanzada en la serie de drama de la ABC Grey's Anatomy en el papel de Margaret Pierce, la media hermana de Meredith Grey. El personaje fue recurrente desde el final de la temporada 10 y en los cuatro primeros episodios de la temporada 11 fue promovida a regular.

## Vida personal
En enero de 2019, McCreary reveló que ella y el director Pete Chatmon estaban comprometidos tras conocerse en el set de Grey's Anatomy dos años antes. Se casaron el 4 de mayo de 2019. En agosto de 2021 anunciaron que estaban esperando su primer hijo. Su hijo nació en octubre de 2021.

## Filmografía

### Películas
| Año  | Título                  | Función     | Notas |
| ---- | ----------------------- | ----------- | ----- |
| 2011 | Being Flynn             | Inez        |       |
| 2013 | How to Follow Strangers | Claire      |       |
| 2015 | Baby, Baby, Baby        | Jo          |       |
| 2015 | Life                    | Eartha Kitt |       |

### Televisión
| Año       | Título                    | Función            | Notas                                                                            |
| --------- | ------------------------- | ------------------ | -------------------------------------------------------------------------------- |
| 2005-2010 | Cyberchase                | Kelly              | Recurrente, 6 episodios                                                          |
| 2009      | The Electric Company      | Novia              | Episodio: "Mezcló Cerebros"                                                      |
| 2009-2011 | White Collar              | Yvonne             | Recurrente, 3 episodios                                                          |
| 2010      | The Onion News Network    | Lacey              | Episodio: "Diecisiete"                                                           |
| 2010      | Rubicon                   | Judith             | Episodio: " Un buen día de trabajo"                                              |
| 2012      | I Just Want My Pants Back | Kerry              | Episodio: "Monos bebés"                                                          |
| 2012-2013 | Emily Owens, M.D.         | Tyra Dupre         | Regular, 13 episodios                                                            |
| 2013-2014 | Scandal                   | Clare Tucker       | Episodios: "YOLO" y "El Fluffer"                                                 |
| 2014      | Castle                    | Kelly Jane         | Episodio: "Limelight"                                                            |
| 2014–2024 | Anatomía de Grey          | Dra. Maggie Pierce | Invitada (Temporadas 10 & 20) Reparto Principal (Temporadas 11–19) 186 episodios |
| 2018–2023 | Station 19                | Dra. Maggie Pierce | 4 episodios                                                                      |
| 2018–2020 | Harvey Street Kids        | Dot                | Principal, Papel de voz                                                          |